# Happy You
Happy You är en låt framförd av Aivaras. Den är skriven av Aivaras själv.
Låten var Litauens bidrag i Eurovision Song Contest 2002 i Tallinn i Estland. I finalen den 25 maj slutade den på tjugotredje plats med 12 poäng.